# Yuricon
Yuricon fue una convención destinada a los fanáticos de anime, manga y videojuegos de género yuri. La primera convención tuvo lugar en 2003 en Newark, Nueva Jersey, con una asistencia de aproximadamente 200 personas. Sin embargo, "Yuricon" existió como una comunidad en línea desde el año 2000. El evento fue organizado por Yuricon LLC., que continuó montando sus propios eventos y colaborando con otras organizaciones para llevar a cabo eventos centrados en el género yuri. En 2005, Yuricon fue anfitrión de un evento en Tokio y copatrocinador de Onna!, junto con la Shoujo Arts Society, una organización que se centra en analizar los roles de las mujeres en animación y cómics. En 2007, Yuricon dirigió un pequeño evento de un día, para recrear las sensaciones del evento en Tokio 2005. La entrada a la convención estaba restringida para los menores de 18 años.
Yuricon tuvo una editorial, ALC Publishing, la única en el mundo que publicó exclusivamente material yuri. Sus publicaciones incluyeron traducción de trabajos en japonés, tales como Rica 'tte Kanji!? y WORKS, y en inglés, como la antología yuri Yuri Monogatari. La última convención tuvo lugar en 2007.

## Programa
Como cualquier otra convención de anime, Yuricon tenía varios puestos, eventos de cosplay, concursos de AMV y muchas otras competencias. Además, en las Yuricon existía una biblioteca de manga yuri para que cualquiera lea.

## Convenciones
| Fecha                    | Ubicación                                        | Asistencia   | Invitados especiales                                                                               |
| ------------------------ | ------------------------------------------------ | ------------ | -------------------------------------------------------------------------------------------------- |
| 13-15 de junio de 2003   | Hilton Gateway. Newark, Nueva Jersey             | 200 personas | Dr. Sarah Frederick, Gaijin-a-gogó, Mike Hayes, Eriko Tadeno, Rica Takashima, and Kathryn Williams |
| 16 de abril de 2005      | Tokio, Japón                                     | 30           | Akiko Mizoguchi, Natsuko Mori, Eriko Tadeno, y Rica Takashima.                                     |
| 29 de septiembre de 2007 | Hilton Newark Penn Station. Newark, Nueva Jersey | ???          | Rica Takashima.                                                                                    |

## Publicaciones
- Yuri Monogatari (nombrada así por Hana Monogatari de Nobuko Yoshiya) es una antología anual de cómics cortos cuyo tema principal es el yuri. En 2007, Yuri Monogatari 3 fue nominada para el premio Lambda Book Award.[7] Hasta la fecha se han publicado cinco antologías Yuri Monogatari. The Advocate ha declarado en sus páginas que Yuri Monogatari es un manga imperdible.[8]
- Shoujoai ni Bouken
- Rica 'tte Kanji!
- Works[9]